# Rubens Augusto de Souza Espínola
Rubens Augusto de Souza Espínola (* 8. Juni 1928 in São Carlos; † 28. Dezember 2017 in Paranavaí) war ein brasilianischer Geistlicher und römisch-katholischer Bischof von Paranavaí.

## Leben
Ruy Serra, Bischof von São Carlos do Pinhal, spendete ihm am 8. Dezember 1953 die Priester.
Papst Johannes Paul II. ernannte ihn am 20. Dezember 1980 zum Titularbischof von Bilta und Weihbischof in São Luís de Montes Belos. Der Apostolische Nuntius in Brasilien, Erzbischof Carmine Rocco, spendete ihm am 19. März des nächsten Jahres die Bischofsweihe; Mitkonsekratoren waren Ruy Serra, Bischof von São Carlos, und Estanislau Arnoldo Van Melis CP, Bischof von São Luís de Montes Belos. 
Am 12. Oktober 1985 wurde er zum Bischof von Paranavaí ernannt. Am 3. Dezember 2003 nahm Papst Johannes Paul II. sein altersbedingtes Rücktrittsgesuch an.